# Teutoniomyia plaumanni
Teutoniomyia plaumanni är en tvåvingeart som beskrevs av Willi Hennig 1952. Teutoniomyia plaumanni ingår i släktet Teutoniomyia och familjen kärrflugor. Inga underarter finns listade i Catalogue of Life.